# MozBackup
MozBackup je jednoduchá utilita pro zálohování uživatelských dat aplikací jako jsou Mozilla Firefox, Mozilla Thunderbird atd. Umožňuje zálohovat a obnovit záložky, poštu, kontakty, historii, rozšíření, hesla, mezipaměť atd. K dnešnímu dni už není MozBackup dále vyvíjen.

## Historie
V létě 2003 představil Pavel Cvrček program Mozilla Backup
určený k zálohování uživatelských profilů balíku webových aplikací Mozilla na MS Windows. V dalších verzích přibyla podpora profilů programů Mozilla Firefox, Mozilla Thunderbird a postupně mnoha dalších uživatelských aplikací založených na technologiích Mozilly. Od verze 1.3 nese program jméno MozBackup, ve verzi 1.4.8 se program stal open-source. MozBackup, lokalizovaný do několika desítek jazyků, je populární a na serverech poskytující software velmi kladně hodnocený.